# Artemisiopsis
Artemisiopsis, monotipski rod od glavočika samješten u tribus Athroismeae, dio potporodice Asteroideae. Jedina vrsta je A. villosa, jednogodišnja biljka iz južne tropske i južne Afrika

## Opis
Grmolika aromatična, jednogodišnja metastasize biljka do 35 cm visine, ali često i znatno manje. Kapitula u pazušcima lišća, u zbijenim grozdovima i pomiješana s masom vunastih dlačica. Filari nejednaki u dva reda; vrh zašiljen.
Rod je opisan u J. Linn. Soc., Bot. 35: 331. 1902.